# 若尔 (多尔多涅省)
若尔（法語：Jaure，法語發音：[ʒɔʁ]）是法国多尔多涅省的一个市镇，属于佩里格区。

## 地理
若尔（45°3'24"N, 0°33'14"E）面积7.54 平方千米，位于法国新阿基坦大区多爾多涅省，该省份为法国西南部内陆省份，是法國本土面积第三大的省，大致对应佩里戈尔地区，北起顺时针与夏朗德省、上维埃纳省、科雷兹省、洛特省、洛特-加龙省、吉倫特省和滨海夏朗德省接壤。
与若尔接壤的市镇（或旧市镇、城区）包括：韦恩河畔芒扎克、维朗布拉尔、布鲁、格里尼奥勒。

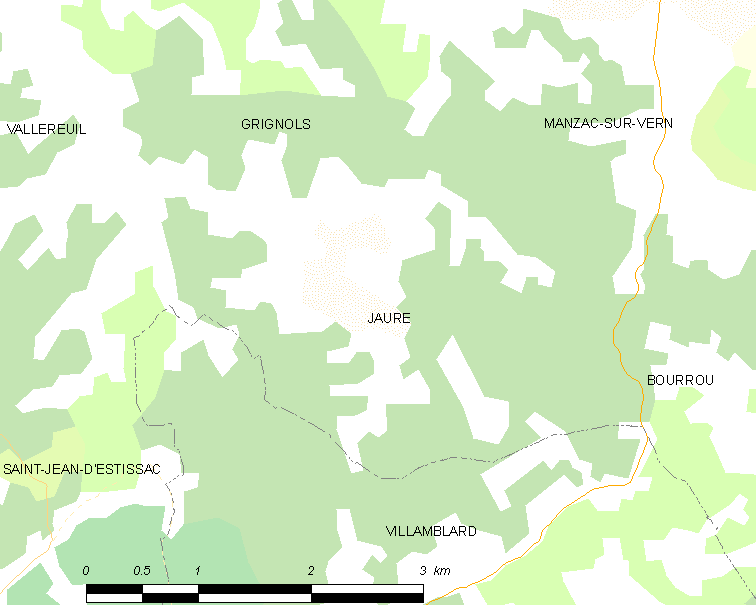
的OSM定位图

若尔的时区为UTC+01:00、UTC+02:00（夏令时）。

## 行政
若尔的邮政编码为24140，INSEE市镇编码为24213。

## 政治
若尔所属的省级选区为圣阿斯捷县。

## 人口

1962-2008年间人口变化图示

若尔于2022年1月1日时的人口数量为178人。